# Liana Alexandra

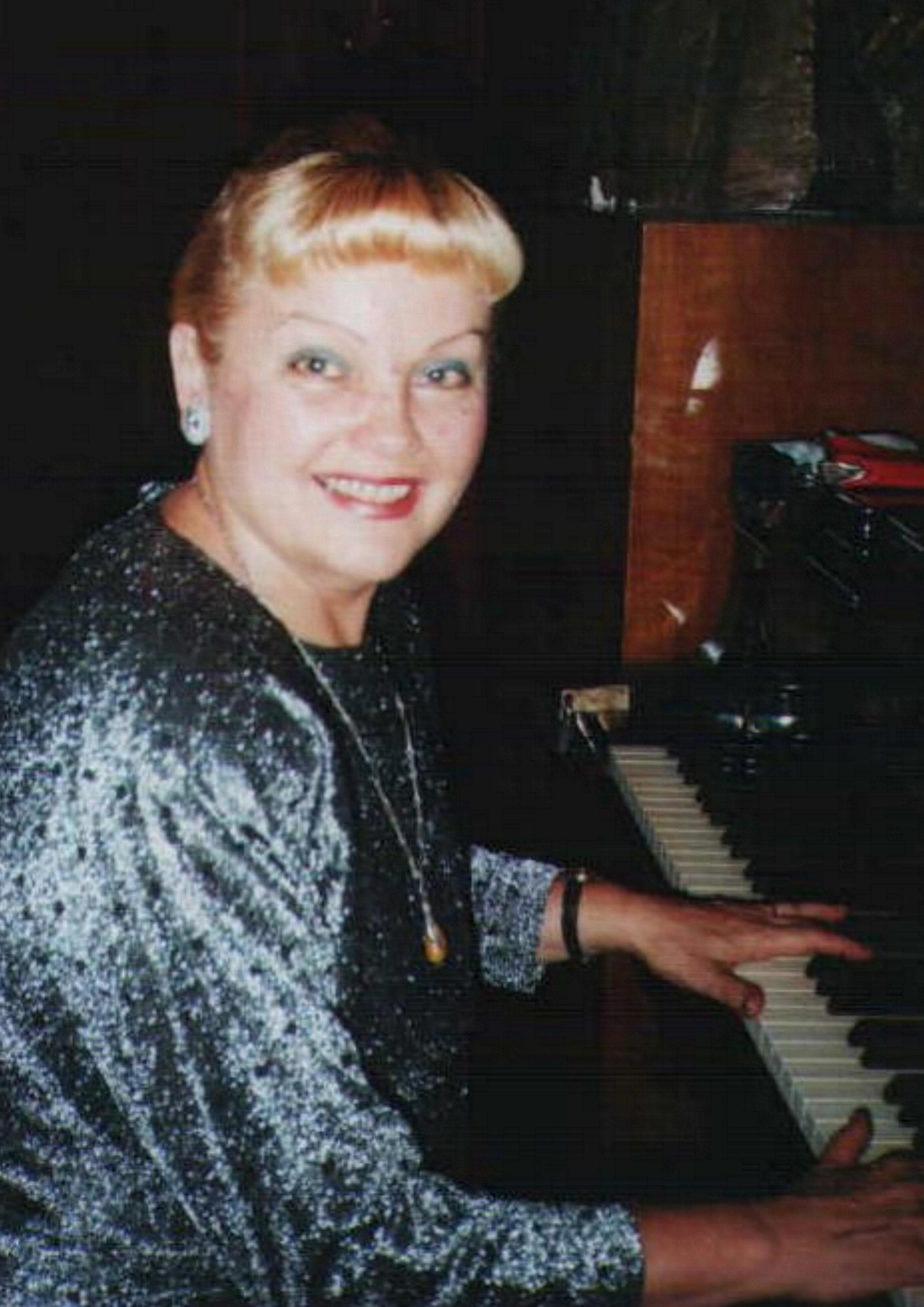
Liana Alexandra, concert la Festivalul "Săptămâna Internațională a Muzicii Noi", ediția 2002

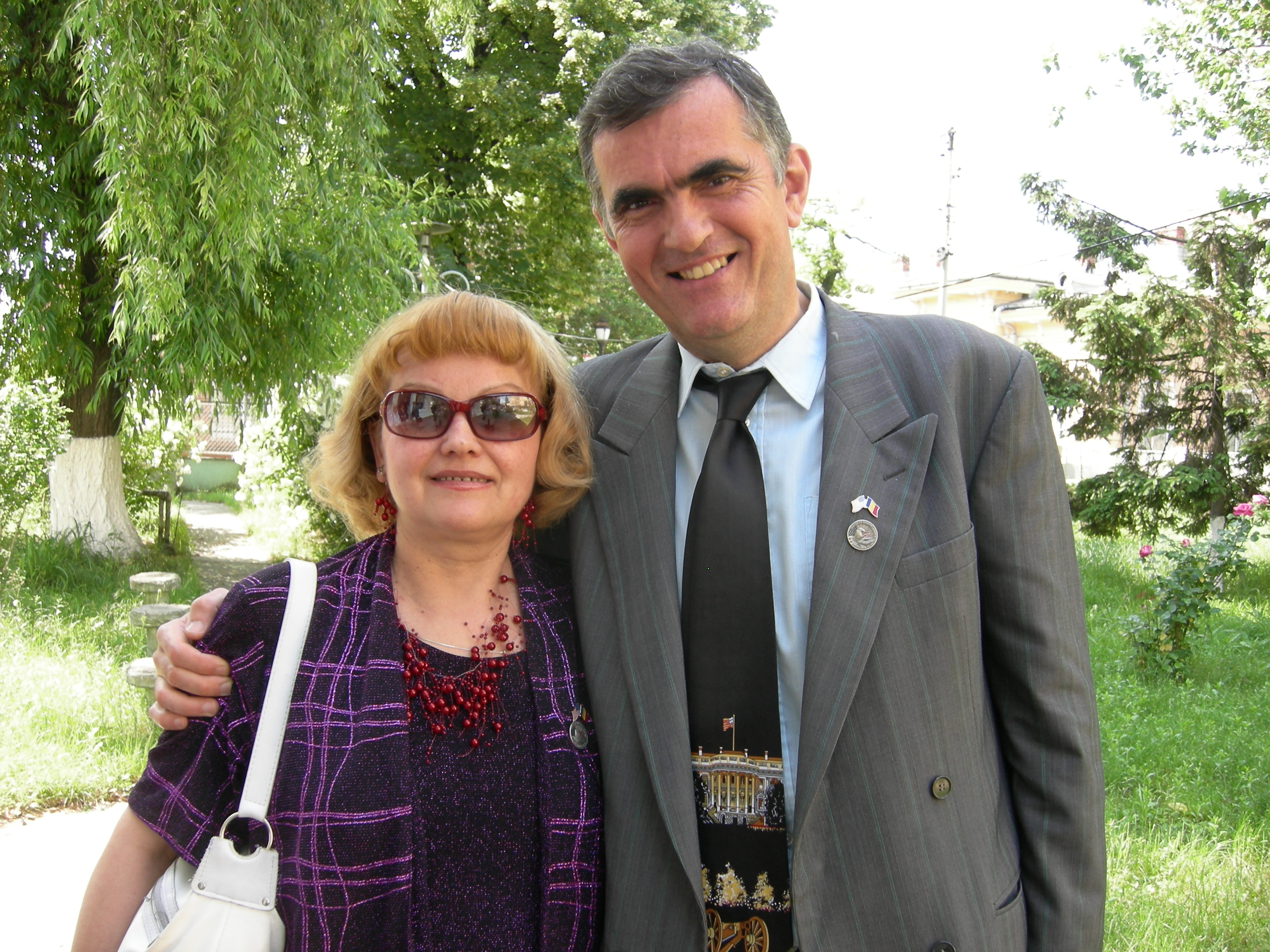
Duo INTERMEDIA: Liana Alexandra și Șerban Nichifor

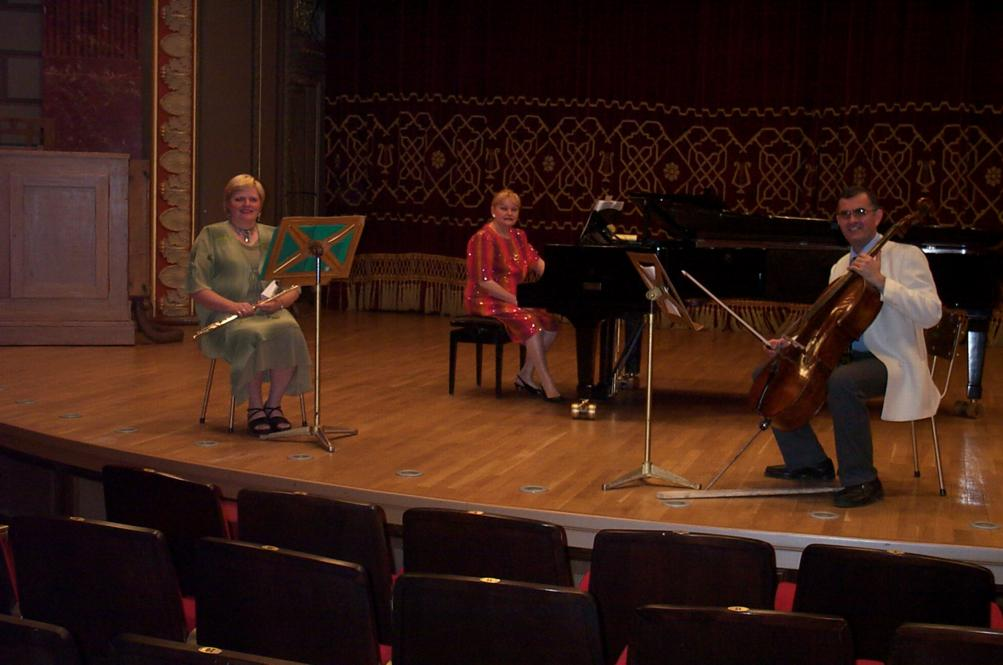
Susan McClellan, Liana Alexandra și Șerban Nichifor în concert, 6 iunie 2004

Liana Alexandra (n. Liana Alexandra Moraru; 27 mai 1947, București - d. 9 ianuarie 2011) a fost o compozitoare și pianistă română, doctor în muzicologie și profesoară universitară la Universitatea Națională de Muzică din București. “Liana Alexandra este considerată drept cel mai important compozitor român al generației ei. Limbajul ei componistic este bogat, de la tehnica aleatorică și cea a clusterelor la melodica de amplu lirism inspirată de elemente folclorice din cultura ei natală.” (Gregory Youtz. The Pacific Lutheran University, Tacoma, Washington, U.S.A.) S-a afirmat drept ilustră compozitoare pe plan național și la nivel internațional încă din anii 1970, obținând numeroase premii. Întreaga ei creație componistică a fost publicată de editura franceză on-line www.free-scores.com.
A obținut numeroase premii internaționale de compoziție. A susținut și o bogată activitate diplomatică, în calitate de Prim-Vicepreședintă a Asociației Culturale de Prietenie România-Israel. A inițiat în România și promovat sistematic, împreună cu compozitorul Șerban Nichifor, direcția neo-consonantă, colaborând cu instituții muzicale de prestigiu din Statele Unite ale Americii, precum "Living Music Foundation" .
A fost căsătorită, din anul 1978, cu compozitorul și violoncelistul Șerban Nichifor, împreună cu care a fondat, în 1990, atât Liana Alexandra Nuova Musica Consonante-Living Music Foundation (USA), cât și Duo Intermedia, un duo instrumental (violoncel și pian), cu care a susținut concerte în România și în străinătate, ca pianistă, colaborând în perioada 2002-2006 și cu flautista Susan McClellan din Statele Unite ale Americii. Liana Alexandra și Șerban Nichifor s-au evidențiat și ca promotori ai genului de avangardă Visual Music în spațiul cultural românesc .
În testamentul ei video , precum și în ultimul ei interviu (noiembrie 2010) Liana Alexandra declara: eu sunt profund dezamăgită de răutățile colegilor. Adică nu mi-aș fi putut imagina că mă întâlnesc cu niște răutăți - invidie - atât de mari încât se plătesc unele și cu viața, la modul fizic.... Pe data de 9 ianuarie 2011 Liana Alexandra a suferit o hemoragie cerebrală fatală.
Creațiile ei muzicale se păstreză la Academia Română și la Library of Congress din Statele Unite ale Americii.

## Studii
A studiat la Conservatorul Ciprian Porumbescu din București (în prezent UNMB) în perioada 1965 - 1971 (șefă de promoție pe țară), cu Alfred Mendelsohn, Tudor Ciortea, Tiberiu Olah, Aurel Stroe, Albert Guttman, Emilia Comișel, urmând apoi cursuri de specializare în Germania, la Weimar și Darmstadt - cu Ton de Leeuw, Brian Ferneyhough și Morton Feldman. A beneficiat de o bursă în cadrul “International Visitor Leadership Program” oferită de United States Information Agency (USIA), US State Department și de Institute for International Education (IIE) la Universitățile Stanford, Urbana-Illinois și Michigan (1983). În 1994 a obținut doctoratul în muzicologie (SUMMA CUM LAUDE) la UNMB, cu teza Componistica muzicală - un inefabil demers între fantezie și rigoare aritmetică și geometrică.

## Cariera didactică
Începând din 1971 a predat la Universitatea Națională de Muzică din București la clasa de compoziție, orchestrație și forme muzicale. A început cariera didactică pe post de asistentă universitară, în perioada 1971-1990, parcurgând ulterior toate treptele didactice: lector (1990-1993), conferențiar (1993-1997) și profesor universitar (din 1997).

## Opera
Întreaga ei creație componistică a fost publicată de editura franceză on-line www.free-scores.com.

### Compoziții muzicale (selecție)
- Simfonia I, 1971
- Cantata I "La curțile dorului" pe versuri de Lucian Blaga, 1971
- Muzică pentru clarinet, harpă și percuție, 1972
- "Valențe", moment simfonic, 1973
- Sonata pentru flaut solo, 1973
- Concert pentru clarinet și orchestră, 1974
- Secvență lirică pentru clarinet, trompetă și pian, 1974
- Muzică Concertantă pentru cinci soliști și orchestră, 1975
- Cantata a II-a "Laudă" pe versuri de Lucian Blaga, 1977
- Cantata a III-a "Țară-pământ, țară-idee" pe versuri de Nichita Stănescu, 1977
- "Colaje" pentru cvintet de alamă, 1977
- Simfonia a II-a (Imnuri), 1978
- Ciclul cameral "Consonanțe", 1978-1998
- Ciclul cameral "Incantații", 1978-2002
- „Crăiasa zăpezii” de Liana Alexandra, după Hans Christian Andersen, operă într-un act, 1978 București
- Concert pentru flaut, violă și orchestră, 1980
- Poemul coral "Soarele și luna", versuri populare, 1981
- „Mica Sirenă”, libretul de Anda Boldur, după Hans Christian Andersen, balet, 1982 București
- Simfonia a III-a , 1982-1983
- "Imagini întrerupte" pentru cvintet de suflători, 1983
- "Quasi Cadenza" pentru vioară solo, 1984
- Simfonia a IV-a , 1984
- "Allegro veloce e caratteristico" pentru orgă solo,1985
- Simfonia a V-a, 1985-1986
- Sonata pentru șase corni, 1986
- „În labirint”, libretul de George Arion, operă în două acte, 1987
- "Larghetto" pentru orchestră de coarde, 1988
- Simfonia a VI-a, 1988-1989
- "Intersecții", sonata pentru corn și pian, 1989
- Poem simfonic „Jerusalem”, 1990
- "Music for Het Trio", 1990
- Concert pentru orchestră de coarde,1991
- "A Tre"pentru flaut, clarinet și fagot,1991
- "Cadenza" pentru pian, 1992
- Sonata pentru pian, 1993
- Concert pentru pian la patru mâini și orchestră, 1993
- „Fantazie” pentru violoncel și pian, 1994
- "Poem pentru România" pentru soprana și pian, versuri de Eugene Van Itterbeek, 1994
- "Poem pentru Madona de la Neamț" pentru soprana și pian, versuri de Eugene Van Itterbeek, 1994
- „Chant d'amour de la dame à la licorne” versuri de Étienne de Sadeleer, operă de cameră, 1995
- Simfonia a VII-a, 1995-1996
- Concert pentru saxofon și orchestră, 1997
- "Cinci Mișcări" pentru violoncel și pian, 1997
- Melodie pentru violoncel și pian, 1999
- "Pastorale"pentru orchestră de suflători, 1999
- Concert pentru oboi și orchestră, 2000
- "Muzici paralele" pentru saxofon, violoncel și pian, 2001
- Concert pentru orgă și orchestră, 2002
- Simfonia a VIII-a "Variations", computer music, 2003
- "Bassoon Quartet", 2003
- Simfonia a IX-a "Jerusalem", 2003
- Ciclul cameral "Omagiu Pionierilor Americani", 2003-2006
- "8 Studies", computer music, 2004
- "Ritmuri" pentru patru percuționiști, 2004
- "Elegie"pentru contrabas solo, 2006
- "The Sojourn of The Spirit", libretul de John Gracen Brown, imaginea de Dan Reisinger și Ryan Geiss, Video-Operă, 2007-2010

### Publicistică
- Portret Mihai Moldovan, în Muzica, 1985, nr.6
- Notația unor structuri de tip parlando-rubato, în Muzica, 1987, nr.7
- Notația unor structuri ritmice muzicale pe baza seriei aditive a numerelor triunghiulare, în Muzica, 1991, nr.2

## Premii
- Premiul de prietenie România - Israel, ACMEOR, 1997 [18]
- Premiul Academiei Române (1980)[12]
- Premiul Uniunii Compozitorilor si Muzicologilor din România (1975, 1979, 1980, 1982, 1984, 1987, 1988)[12]
- Premiul "Gaudeamus" Olanda (1979 si 1980)[12]
- Premiul Beer-Sheva (1986)[12]
- Premiul Mannheim-Gedock (1989)[necesită citare]
- Premiul "Fanny Mendelssohn" Dortmund-Unna (1991)[12]
- Premiul Magadino (1992)[12]
- Premiul ISCM Mexico (1993)[12]
- Premiul ACMEOR Bucharest (1997)[12]
- Prize ACMEOR Tel-Aviv (1997)[12]
- Premiul Bourges (2003, 2004)[12]
- Ordinul "Meritul Cultural" (2004)[12]
- Medalia "United States Defense Attache Office" (2005)[12]
- Diploma de Onoare a Uniunii Compozitorilor Belgieni (2005)[12]
- Premiul "Punto Y Raya" Festival (2009)[12] ș. a.

- Lucrări publicate la: Editura Muzicală (București), Edition Modern (München), Editura Furore (Kassel)[19], Editura Cerosa (Klein-Winternheim)[20] și www.free-scores.com[7].

## Discografie (selecție)
- Mansi Barberis, Carmen Petra-Basacopol, Liana Alexandra Șaptefrați, Irina Odăgescu-Țuțuianu, Cvartettino pentru coarde în stil neoclasic, Sonata pentru flaut și harpă, „Colaje” Pentru cvintet de alămuri, Sonata pentru vioară și pian, LP, Electrecord ST-ECE 01545
- Șerban Nichifor, Liana Alexandra, Anton Șuteu, Anamorphose, Incantații II, Culori, - Cvartetul Gaudeamus, Formația Musica Nova, LP, Electrecord ST-ECE 01694
- Crăiasa zăpezii, operă-feerie, LP, Electrecord, ST-ECE 03259; Audio CD, Electrecord, EDC757, Licență U.C.M.R.-A.D.A. RO7AF27500380
- Spire Live In Geneva Cathedral St. Pierre, ... Liana Alexandra, Consonances III, ... CD, Touch, 2005
- Contemporary Music IV - Audio CD (Feb. 22, 2005) by Paul Constantinescu, Pascal Bentoiu, Liana Alexandra, Șerban Nichifor, Laurențiu Profeta, et al. Electrecord, ASIN: B0007MSURQ.
- Symphony VI & Symphony VII - Audio CD, Romanian Broadcasting Corporation, Editura "CASA RADIO", Licență U.C.M.R.-A.D.A. 1122330
- Video Music Cyberart - Liana Alexandra, Șerban Nichifor - 12 Variations, Infinite Song, Sticky Dances, Video DVD, Electrecord EDVD 001, Licență Nr. RO8AV20500382
- Duo INTERMEDIA - Șerban Nichifor, violoncel & Liana Alexandra, pian  - Music from ROMANIA and BELGIUM, Cesar Franck, Jacques Leduc, Raoul De Smet, Boudewijn Buckinx, Liana Alexandra, Șerban Nichifor, Editura Muzicală, Poziție catalog 038, Licență U.C.M.R.-A.D.A. 5AF081508184
- 60x60 (2006-2007) Vox Novus VN-002 [21][22]
- 60x60 (2004-2005) Vox Novus VN-001 [23][24] - Album Nominated for Just Plain Folks Award (2009)[25]